# Niederbronn-les-Bains
Niederbronn-les-Bains é uma comuna francesa na região administrativa de Grande Leste, no departamento Baixo Reno. Estende-se por uma área de 31,45 km². Em 2010 a comuna tinha 4 461 habitantes (densidade: 141,8 hab./km²).